# Anička a její kamarádky
Anička a její kamarádky je dětská kniha od české autorky Ivany Peroutkové, která vyšla v roce 2004 v nakladatelství Albatros. Kniha je první z řady příběhů série Anička, která pojednává o malé dívce Aničce, která musí strávit rok na venkově u své babičky, zatímco její rodiče pracují v Africe. Příběh se zaměřuje na Aniččino přizpůsobení se novému prostředí, hledání přátel a zážitky ve venkovské škole. Kniha je určena čtenářům ve věku od 7 let a je ilustrována Evou Mastníkovou.

## Děj
Kniha vypráví příběh malé dívky Aničky, která musí strávit rok na vesnici u své babičky, zatímco její rodiče odjíždějí pracovat do Afriky. Anička se postupně sžívá s novým prostředím, nachází nové kamarádky Olinu a Irenu a zažívá různá dobrodružství, která jsou plná radosti a objevování. Prostřednictvím svých zážitků se učí překonávat počáteční obavy a vytváří si nové, hluboké vztahy.
Příběh začíná tím, že Aniččini rodiče odjíždějí do Afriky za pracovními povinnostmi, a tak se Anička musí přestěhovat k babičce na vesnici. Zpočátku je Anička nejistá a má obavy z nového prostředí a školy. Babička, milá a starostlivá žena, Aničku v její nové životní etapě podporuje. Anička se brzy spřátelí se dvěma dívkami ze sousedství, Olinkou a Irenou. Olinka je veselá a energická, zatímco Irena je klidnější a hloubavější povahy. Společně tvoří skvělou trojici, která spolu tráví většinu svého volného času. Každý den dívky čeká nové dobrodružství, prozkoumávání okolní přírody, stavění chatek z větví nebo třeba honba na indiány.
Kromě Olinky a Ireny se Anička spřátelí i s Eliškou, dívkou z její třídy, která má zvláštní schopnost vytvářet příběhy a má velkou vášeň pro knihy. Eliška je introvertní a plná představivosti, což ji činí fascinující kamarádkou pro Aničku. Eliška je také nadšená dobrodružka a ráda se účastní všech aktivit, které Anička a ostatní dívky organizují.
Aniččina adaptace na nové prostředí je postupná, ale nakonec úspěšná. Během svého pobytu na venkově Anička objevuje, že nové prostředí může být plné radostí a překvapení. Zvyká si na novou třídu a své spolužáky, přestože se jí nedaří skamarádit se se všemi. Hlavním zdrojem jejího štěstí jsou však Olina a Irena. Anička si vede deník, do kterého zapisuje své každodenní zážitky a dojmy, což jí pomáhá zpracovávat nové zkušenosti.
Kniha končí pozitivně, kdy Anička už nemá žádné obavy a těší se na další dny plné dobrodružství s novými přáteli.

## Přijetí a interpretace
Internetové stránky knihkupectví Kosmas.cz uvádějí, že se jedná o mimořádně úspěšnou sérii autorky Ivany Peroutkové, za kterou v roce 2018 dokonce získala Cenu Albatrosu za významný počin. Již předtím získala za první díl série, tedy za Aničku a její kamarádky, čestné uznání v rámci Ceny Albatros za rok 2006. V roce 2016 získal devátý díl série, Anička na řece, třetí místo v rámci Ceny dětí v anketě Suk – čteme všichni. Knihy o Aničce rovněž patřily k nejhojněji objednávaným knihách ze strany veřejných a vysokoškolských knihoven.
Zdislava Čtvrtlíková ve své bakalářské práci poukazuje na různé aspekty, jimž Ivana Peroutková ve své knize dává prostor. Jedná se například o dětské hry a jejich folklorní odlišnosti v jednotlivých ročních obdobích. Taktéž zmiňuje nenásilnou formu, kterou Ivana Peroutková seznamuje mladé čtenáře s přírodou a jevy s ní spojenými nebo také důraz na předávání moudrostí a zkušenosti starších postav.
Jaroslav Provazník je ve svém hodnocení kritičtější, neboť považuje produkci „Aniček“ ze strany Ivany Peroutkové za vykalkulované modelování svých hrdinů a jejich světa na míru adresátům-spotřebitelům. Dětský čtenář je podle něj v sérii redukován na prosté stvoření, které si žádá jednoduchou kompozici, banální historky za účelem pobavení, přehlednost, snadné vyřešení všech lapálií, a nakonec další díl se stejnou hrdinkou.